# Otakar Šín
Otakar Šín   (Rokytno, 23 d'abril de 1881 - Praga, 21 de gener de 1943) va ser un compositor, teòric i pedagog txec.

## Biografia
Otakar va néixer a Rokytno, un poble de la ciutat de Nové Město na Moravě, on el seu pare era hostaler; més tard es va traslladar a Fryšava pod Žákovou horou. Otakar va prendre les seves primeres lliçons musicals de l'educador i forestal František Dušek, que li va ensenyar el violí durant cinc anys i el piano durant un any. El seu pare va dubtar del talent del seu fill i el va enviar a l'Escola Industrial Superior de Brno, on Otakar va fracassar el segon any. Així que va començar a aprendre de cerveser a Nové Město na Moravě. Després de formar-se, es va convertir en cerveser a la fàbrica de cervesa de Maffersdorf, prop de Liberec (avui Vratislavice nad Nisou). A la fàbrica de cervesa va començar una banda, amb gran èxit.
Durant la seva feina a la fàbrica de cervesa, es va inscriure al primer any del Conservatori de Praga. Va estudiar orgue i composició, on els seus professors eren Josef Klička i Karel Stecker. Va continuar dominant el piano amb Josef Jiránek i el 1911 va aprovar l'examen estatal de piano. Després, va ensenyar piano i harmonia en privat, i es va convertir en un mestre de cor del cor "Škroup". Es va casar amb Libuši Ichová. El 1919 es va convertir en professor de matèries teòriques al Conservatori. Un any més tard, el 1920, va ser nomenat professor de teoria al Conservatori. Una de les seves alumnes va ser Stefania Turkewich.
L'obra d'aquest compositor es basa en la música de Vítězslav Novák i Josef Suk. L'estudi de les partitures d'aquests mestres el va portar als problemes teòrics de l'harmonia de la música del segle xx. Va produir diversos escrits teòrics en els quals va publicar importants descobriments teòrics, els llibres de text Uplná nauka o harmonii na základĕ melodie a rytmu (Un curs complet d'harmonia sobre la base de la melodia i el ritme; 1922; 6a ed., Rev., 1949), Nauka o kontrapunktit, imitaci a fuge (Counterpoint, Imitation and Fugue; 1936; segona ed., 1945), i Všeobecná nauka o hudbé (Un curs de música general; 1949; completat per F. Bartoš i K. Janeček).
Pel seu treball teòric i musical va ser elegit membre numerari de l'Acadèmia Txeca de Ciències i Art el 1928 i va guanyar dues vegades el Premi Estatal (1930 i 1937). Va morir a Praga el 21 de gener de 1943. Va ser enterrat al cementiri de Fryšavský.

## Composicions
- ORQU .: 2 poemes simfònics: Tillotama (1908) i King Menkera (1916-18);
- Radio Overture (1936);
- 3 Czech Dances per a Orch. (1939; també per a Nonet). CAMBRA: 2 quartets de corda (1923; 1926-28);
- Sonata per a violoncel (1934);
- Petit Suite per a violí i piano (1937);
- Caça, felicitació festiva per a Horns (1938);
- nombroses peces per a piano. VOCAL: Cors; cançons.[1]